# Giacciano con Baruchella
Giacciano con Baruchella é uma comuna italiana da região do Vêneto, província de Rovigo, com cerca de 2.255 habitantes. Estende-se por uma área de 18 km², tendo uma densidade populacional de 125 hab/km². Faz fronteira com Badia Polesine, Castagnaro (VR), Castelnovo Bariano, Ceneselli, Trecenta, Villa Bartolomea (VR).

## Demografia
| Variação demográfica do município entre 1861 e 2011                               |
|                                                                                   |
| Fonte: Istituto Nazionale di Statistica (ISTAT) - Elaboração gráfica da Wikipedia |